# Глизе 611
Глизе 611 — двойная звезда, расположенная на расстоянии около 46,9 световых лет от Земли. Она едва видна невооружённым глазом с поверхности Земли: её видимая звёздная величина составляет 6,66, а абсолютная звёздная величина — 5,87. Оба компонента относятся к главной последовательности; спектральный класс первого компонента — G8-V, второго компонента — M4V. Второй компонент является слабой звездой с видимой звёздной величиной 14,23, удалённой от своего компаньона примерно на 1020 а.е.